# پیت‌بول (مجموعه تلویزیونی)
پیت‌بول (لهستانی: Pitbull) یک مجموعهٔ تلویزیونی دلهره‌آور لهستانی است که در سال ۲۰۰۵ منتشر شد.

## گزیدهٔ بازیگران

### اصلی
- مارچین دوروچینسکی
- آندژی گرابوفسکی
- یانوش گایوس
- پاوئو کرولیکوفسکی
- رافائو مور
- کشیشتف استروئینسکی
- دانوتا بورسوک
- روما گونشوروفسکا
- ورونیکا روساتی
- النا روتکوفسکا
- میخاو کولا
- یواخیم لامژا
- یانوش خابیور
- ووجیمیژ ماتوشاک
- کاژیمیش مازور

### فصل اول
- یاتسک براچیاک
- آنا ساموشونک
- یادویگا یانکوفسکا-چشلاک
- ماوگوژاتا فورمنیاک
- ریشارد فیلیپسکی
- یولانتا فراشینسکا
- میروسواف هانیشفسکی
- سیلوستر ماچیفسکی
- ووکاش سیملات
- تادئوش هانوسِک
- پیوتر بوروفسکی

### فصل دوم
- پیوتر پرنگوفسکی
- میروسواف باکا
- آگنیشکا وارخولسکا
- ماوگوژاتا روژنیاتوفسکا
- ماگدالنا گناتوفسکا
- آندژی زابورسکی
- آندژی آندژیفسکی
- باربارا لائوکس
- یان مونچکا
- پاوئو توخولسکی
- کاتاژینا گرابوفسکا

### فصل سوم
- میخاو ژورافسکی
- آنا پروس
- هانا کوناروفسکا
- یوانا اشتپکوفسکا
- دامیان دامینتسکی
- آرتور بارچیش
- ماتئوش دامینتسکی
- ماگدالنا روژچکا
- ورونیکا کشیانژکیه‌ویچ
- ادوین پتریکات
- داوید زاوادزکی
- هنریک نیه‌بودک
- هالینا اسکوچینسکا
- ووکاش گارلیتسکی
- رومن گانتسارچیک
- رادوسواف کشیژوفسکی
- بوگوسواوا پاولتس
- آرکادیوش دِتمر
- توماش بورکوفسکی
- سواوومیر پاتسک